# 2009 en archéologie
Cet article présente les faits marquants de l'année 2009 en archéologie.

## Évènements
Janvier 2009
- Taïwan : selon deux études publiées récemment dans la revue Science, les ancêtres de toutes les populations du vaste domaine austronésien étaient établis sur l'île de Taïwan il y a quelque cinquante siècles et ont essaimé d'île en île, en plusieurs vagues migratoires. La première étude est basée sur une analyse de linguistique comparative qui montre que la langue à l'origine de tous les idiomes austronésiens était parlée, il y a environ 5 200 ans, à Taïwan. La seconde étude repose sur la variabilité génétique d'Helicobacter pylori - la bactérie responsable de l'ulcère gastrique, qui est demeurée étroitement associée à Homo sapiens au cours de toutes ses migrations — la dispersion à partir de cette souche bactérienne ancestrale s'est produite il y a environ 5 000 ans; ce qui recoupe de manière stupéfiante les conclusions fondées sur la linguistique[1].
- Espagne : le Conseil régional de Murcie annonce la découverte d'une sépulture, sur le site archéologique de « Camino del Molino » — municipalité de Caravaca de la Cruz —, abritant le plus grand nombre de restes humains jamais trouvés en Espagne. Au total « au moins 1 300 individus enterrés entre 2 400 av. J.-C. et 1 950 av. J.-C. » y ont été découverts. Cette découverte a permis ainsi de découvrir que les morts de cette communauté de l'époque chalcolithique étaient enterrés, rompant ainsi avec les normes habituelles de l'époque. Ce site « va permettre d'étudier, pour la première fois, la population complète d'un habitat préhistorique de cette dimension, et de répondre aux questions relatives à l'âge de la mort, aux pathologies, aux maladies, aux habitudes alimentaires et aux différents traits anthropométriques ».

Février 2009 :
- Égypte : des archéologues égyptiens ont découvert 30 momies dans une tombe pharaonique ancienne de 4 300 ans, à Saqqara, près du Caire. Ces momies, dont certaines reposaient dans six sarcophages en bois et pierre, ont été trouvées sur le site de Gisr al-Moudir, à l'ouest de la pyramide à degrés du roi Djoser, la première de l'époque pharaonique. La plupart des momies reposaient dans cinq niches creusées dans cette salle de sépulture, faites de briques non cuites, et portant le nom d'un prêtre. Parmi les six sarcophages deux n'ont pas encore été ouverts. Parmi les 30 sarcophages découverts, les archéologues ont mis au jour la « plus belle » momie découverte dans un sarcophage en pierre[2].
- Europe : un groupe de généticiens et d'anthropologues européens (Institut Max Planck en Allemagne) et américains (firme 454 Life Sciences Corp, une filiale du groupe suisse Roche) ont achevé une ébauche du séquençage du génome de l'homme de Neandertal — un hominidé éteint il y a environ 30 000 ans — plus proche ancêtre de l'humain moderne. Les deux groupes de chercheurs ont séquencé au total plus de trois milliards de paires de base d'ADN de Neandertal, extraits de trois fossiles de Neandertal grâce à une nouvelle technique spécialement élaborée pour ce projet, permettant de produire plus de 60 % du génome entier de cet hominidé.
- Pérou : une tombe intacte contenant les restes d'un enfant et trois récipients en céramique de la culture Gallinazo, vieille d'environ 2 500 ans, est découverte dans le nord du Pérou, dans la province de Lambayeque, riche en gisements archéologiques qui fut le berceau de la culture Mochica, antérieure à la civilisation Inca.

Mars 2009
- 5 mars,  Égypte : le chef du service des antiquités égyptiennes, Zahi Hawass, annonce la découvertes par des archéologues égyptiens et européens de deux imposantes statues en bon état du pharaon Amenhotep III dans un temple funéraire de Louxor. Ce pharaon régna il y a environ 3 400 ans et fut le père d'Akhénaton, qui tenta d'imposer le monothéisme en Égypte. Une des statues, qui mesure plus d'un mètre, présente le pharaon sous les traits d'un sphinx tandis que l'autre le montre sur son trône dans son costume d'apparat.
- 11 mars,  Chine : selon la revue Nature, l'Homme de Pékin, un Homo erectus, découvert à Zhoukoudian près de Pékin, serait âgé de 750 000 soit 200 000  de plus que ce l'on pensait, selon une étude à paraître mercredi dans la revue britannique Nature. Utilisant des techniques de datation fondées sur la décroissance radioactive des isotopes de l'aluminium et du béryllium dans les grains de quartz de la couche de terrain où le fossile se trouvait, une équipe de chercheurs chinois et américains a pu faire remonter l'âge des ossements de l'Homme de Pékin, exhumés dans les années 1920, à 750 000 ans. Les grottes de la région de Zhoukoudian, où 6 crânes d'hominidés assez complets, ainsi que des os de plus de 40 individus et des fossiles de 98 espèces de mammifères ont été découverts, sont la plus grande source de fossiles d'Homo erectus au monde.
- 23 mars,  Grèce : un pêcheur grec a attrapé dans ses filets le torse d'une statue antique en bronze représentant un cavalier entre les îles de Kos et de Kalymnos. Daté de la période hellénistique tardive, entre la fin du IIe et le début du Ier siècle avant l'ère chrétienne, le torse est revêtu d'une tunique et d'une demi-cuirasse. Le cavalier tenait une épée dont l'étui est orné d'une représentation de Niké (déesse de la victoire).

Avril 2009
- 9 avril,  France : Une fouille rue de Rivoli permet de découvrir une partie du tracé de la plus ancienne fortification de Paris. Elle encerclait la ville entre le Ve siècle et le XVe siècle.
- 12 avril,  Égypte : une nécropole de 53 tombes creusées dans la roche et contenant des dizaines de momies peintes en turquoise, ocre et doré remontant pour certaines à 4 000 ans, a annoncé Zahi Hawass le patron des antiquités égyptiennes. La mission a trouvé des dizaines de momies dans 53 tombes creusées dans la roche, a été découverte près de la pyramide d'Ilahoun, dans le Fayyoum, au sud du Caire. « Quatre des momies remontent à la 22e dynastie (931 à 725 av. J.-C.) et sont considérées comme certaines des plus belles momies jamais découvertes », d'autres datent du Moyen-Empire (2061-1786 av. J.-C.). Les momies, recouvertes de lin, sont bien conservées. Une chapelle funéraire a également été découverte. Elle a probablement continué à servir jusqu'à l'époque romaine (30 av. J.-C. à 337). Les archéologues ont également trouvé 15 masques peints, ainsi que des amulettes et des poteries.

Juin 2009
- 1er juin,  Égypte : le chef du Conseil suprême des antiquités égyptiennes, Zahi Hawass, annonce que des chercheurs égyptiens de l'université du Caire vont tenter de déterminer la filiation du pharaon Toutankhamonqui a régné de 1333 à 1324 av. J.-C. approximativement. Sa mort reste un mystère pour les égyptologues, ainsi que les circonstances. Des prélèvements ADN seront effectués et des tests radiologiques[3].
- 17 juin,  Chine : le premier homme apparu en Asie, sur le site de Longgupo il y a 1,6 million d'années, était un Homo erectus et non par un Homo habilis, alors que des restes plus anciens décrits comme humains il y a 14 ans par le paléoanthropologue Russel Ciochon appartiendrait finalement à une espèce de singe inconnue dénommé Lufengpithecus[4].
- 20 juin,  Espagne : selon des chercheurs espagnols, des restes fossilisés attribués aux premiers européens et découverts sur le gisement d'Atapuerca ont révélé que ces hommes préhistoriques étaient des cannibales qui appréciaient la chair d'enfants et d'adolescents. Ils se livraient à l'anthropophagie pour s'alimenter et non par rituel.

Juillet 2009
- 24 juillet,  Italie : cinq épaves de vaisseaux marchands romains, datant du Ier siècle av. J.-C. pour le plus ancien, au Ve siècle de notre ère pour le plus récent, ont été repérées par plus de 100 mètres de fond par des archéologues au large de l'île de Ventotene. Située à mi-chemin entre Rome et Naples, en mer Tyrrhénienne, l'île était connue dans l'Antiquité sous le nom de Pandataria et servait d'abri aux navires durant les tempêtes et de lieu d'exil pour les nobles romains en disgrâce[5].
- Royaume-Uni : découverte du trésor du Staffordshire.